# Carole Montillet
Carole Montillet-Carles, francoska alpska smučarka, * 7. april 1973, Grenoble, Francija.
Carole Montillet je nastopil na treh zimskih olimpijskih igrah, največji uspeh kariere je dosegla na igrah leta 2002 v Salt Lake Cityju, ko je osvojila naslov olimpijske prvakinje v smuku. Na svetovnem prvenstvu leta 2005 je v Bormiu osvojila bronasto medaljo na ekipni tekmi. V svetovnem pokalu je osvojila osem posamičnih zmag, po štiri v smuku in superveleslalomu. Najboljšo uvrstitev v skupnem seštevku svetovnega pokala je dosegla v sezoni 2003/04 s petim mestom. V sezoni 2002/03 je osvojila mali kristalni globus za zmago v superveleslalomskem seštevku, v sezoni 2003/04 je bila v tem seštevku druga, v sezonah 2000/01 v superveleslalomu in v 2003/04 v smuku pa tretja.

## Zmage v svetovnem pokalu
| Sezona  | Datum             | Prizorišče             | Disciplina      |
| ------- | ----------------- | ---------------------- | --------------- |
| 2000/01 | 16. februar 2001  | Garmisch-Partenkirchen | Superveleslalom |
| 2002/03 | 7. december 2002  | Lake Louise            | Smuk            |
| 2002/03 | 13. december 2002 | Val d'Isère            | Superveleslalom |
| 2002/03 | 15. januar 2003   | Cortina d'Ampezzo      | Superveleslalom |
| 2003/04 | 5. december 2003  | Lake Louise            | Smuk            |
| 2003/04 | 6. december 2003  | Lake Louise            | Smuk            |
| 2003/04 | 18. januar 2004   | Cortina d'Ampezzo      | Smuk            |
| 2003/04 | 1. februar 2004   | Haus im Ennstal        | Superveleslalom |